# Mary Bowser

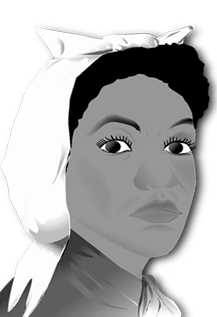
Fiktive Darstellung Mary Bowers von der CIA

Mary Jane Bowser (* wahrscheinlich 1841, vermutlich in Richmond, Virginia als Mary Jane Richards; † nach Juni 1867), auch als Mary Elizabeth Bowser und Mary Richards Bowser bekannt, war während des Amerikanischen Bürgerkrieges eine afroamerikanische Spionin für die Nordstaaten. Ursprünglich eine Sklavin, wurde sie von ihrer Herrin Elizabeth van Lew befreit, zur Schule geschickt und als Missionarin nach Liberia gesandt. Kurz vor Ausbruch des Sezessionskrieges kehrte sie zurück und schmuggelte sich als angebliche Sklavin ins Weiße Haus der Konföderation. Dort spionierte sie jahrelang für die Nordstaaten. Um sich selbst vor Racheakten zu schützen, benutzte sie nach dem Krieg diverse Pseudonyme.

## Leben

### Jugend
Mary wurde als Sklavin der reichen Familie van Lew geboren. Ihr genaues Geburtsdatum ist unbekannt, allerdings wurde sie auf einer Schiffsladeliste von Dezember 1855 als vierzehnjährig bezeichnet, weshalb 1841 als ihr Geburtsjahr angenommen wird. Auch die Identität ihrer Eltern ist nicht bekannt, da Mary in späteren Jahren hierzu widersprüchliche Angaben machte. In einer Version war ihre Mutter eine Sklavin der van Lews, was plausibel wäre, da nach damaligem Recht die Kinder einer Sklavin automatisch ebenfalls Sklaven wurden. Ein anderes Mal behauptete sie, ihre Mutter sei eine Weiße gewesen und ihr Vater ein Schwarzer kubanischer Abstammung. In einer weiteren Version erklärte sie, sie wisse nicht, wer ihre Eltern seien. Da sie vor und nach dem Krieg den Nachnamen Richards verwendete, ist es ebenfalls möglich, dass ihre Eltern der Familie Richards gehörten, Verwandten der van Lews. Ihre Besitzer ließen sie am 17. Mai 1846 unter dem Namen Mary Jane in der St. John’s Episcopal Church taufen, eine für die damalige Zeit ungewöhnliche Wahl, da die anderen Sklaven der Familie in einer Kirche für Schwarze getauft wurden.

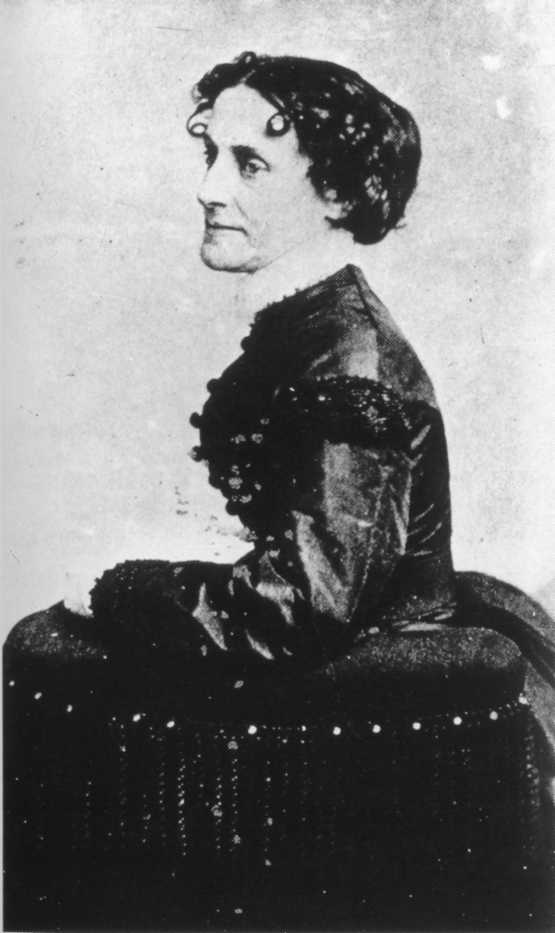
Elizabeth van Lew

Im Jahr 1843 war Marys Besitzer John van Lew gestorben. Seine Tochter Elizabeth war nach einem Aufenthalt im Norden Abolitionistin geworden und begann in den 1850er Jahren gemeinsam mit ihrer Mutter, die Sklaven der Familie freizulassen. Ungefähr 1850 bzw. 1851 wurde Mary von ihr zur Schule geschickt. In den Südstaaten war es verboten, Sklaven zu unterrichten, weshalb Elizabeth van Lew sie in den Norden brachte, wo Mary entweder in Princeton oder Philadelphia zur Schule ging. Es wird mitunter behauptet, dass Mary auf eine Quäkerschule geschickt worden sei, allerdings waren die van Lews Mitglieder der Episkopalkirche der Vereinigten Staaten von Amerika und es kann keine Verbindung zum Quäkertum hergestellt werden. Nach ihrer Ausbildung, im Dezember 1855, wurde sie mit vierzehn Jahren unter dem Namen Mary Jane Richards nach Monrovia in Liberia geschickt, wo sie als Missionarin arbeiten sollte. Mary verbrachte knapp fünf Jahre in Afrika, doch aus einem Briefwechsel Elizabeth van Lews mit einem Mitglied der American Colonization Society geht hervor, dass sie in Liberia sehr unglücklich war. Zu Beginn des Jahres 1860 kehrte Mary nach Virginia zurück.
Schnell geriet sie jedoch in Schwierigkeiten wegen eines Gesetzes, das es Schwarzen, die eine Ausbildung erhalten hatten, verbot, nach Virginia zurückzukehren. Am 21. August 1860 wurde sie verhaftet. Die Richmonder Zeitung Whig berichtete: „Mary Jones, alias Mary Jane Henley, wahrscheinlich Mulattin, ungefähr zwanzig Jahre alt, festgenommen, weil sie ohne gültige Papiere unterwegs war, wurde für neun Tage inhaftiert.“ Diese Episode zeigt, dass Mary Fremden gegenüber Pseudonyme verwendete, eine Angewohnheit, die sie nach dem Krieg beibehalten sollte. Neun Tage später, nach Ende ihrer Haft, schrieb die Zeitung erneut über Mary. Diesmal wurde erwähnt, dass ihr tatsächlicher Name Mary J. Richards sei und sie sich nur Mary Jane Henley genannt habe, sowie dass Elizabeth van Lew eine Vorladung bekommen hatte, weil sie „ihre Sklavin frei herumlaufen ließ“. Da die Rechtslage in Virginia sowie diverse Klauseln in John van Lews Testament es schwer, wenn nicht unmöglich, machten, Sklaven zu befreien, war die Gültigkeit der Freilassung Marys und damit ihr Rechtsstatus als freie Schwarze umstritten. Am 16. April 1861, einen Tag bevor Virginia sich von der Union lossagte, heiratete Mary in der St. John’s Episcopal Church Wilson Bowser, einen schwarzen Bediensteten der van Lews.

### Spionage
Als der Sezessionskrieg begann, organisierte Elizabeth van Lew einen Spionagering für die Union, bekannt unter dem Namen The Richmond Underground. Darin sollte Mary Bowser eine Schlüsselposition einnehmen. Eine Freundin der van Lews nahm Mary mit ins konföderierte Weiße Haus in Richmond unter der Angabe, sie sei eine Sklavin, die bei den Empfängen der First Lady der Konföderierten, Varina Davis, helfen könne. Einigen Quellen zufolge nahm Mary zu diesem Zweck den Namen Ellen Bond an. Zunächst arbeitete sie nur zeitweise im Weißen Haus, dann wurde sie fest angestellt und blieb fast bis zum Ende des Krieges. Sklaven wurden von ihren Herrschaften im Allgemeinen nicht beachtet, weshalb Mary ungehindert Gespräche belauschen konnte, während sie Mahlzeiten servierte. Sie selbst berichtete nach dem Krieg in einem Vortrag, dass sie „den Rebellensenat betrat, als er heimlich tagte“. Auch wurden strategische und geheime Dokumente offen liegengelassen, während sie die Zimmer reinigte, da niemand damit rechnete, dass eine Sklavin lesen konnte. Einer ihrer Mitspione war Thomas McNiven, ein Bäcker, der Haushalte in ganz Richmond belieferte. Wann immer er seine Waren im konföderierten Weißen Haus ablieferte, tauschten er und Mary Informationen aus. Nach dem Krieg erzählte er seiner Tochter, dass Mary die wichtigsten Informationen beschaffen konnte,

„da sie direkt im Haus der Familie Davis arbeitete und ein fotografisches Gedächtnis hatte. Alles, was sie auf dem Schreibtisch des Rebellenpräsidenten sah, konnte sie Wort für Wort wiederholen. Anders als die meisten Farbigen konnte sie lesen und schreiben. Sie kam immer an meinen Wagen, wenn ich das Haus der Davis’ belieferte, um mir Bericht zu erstatten.“

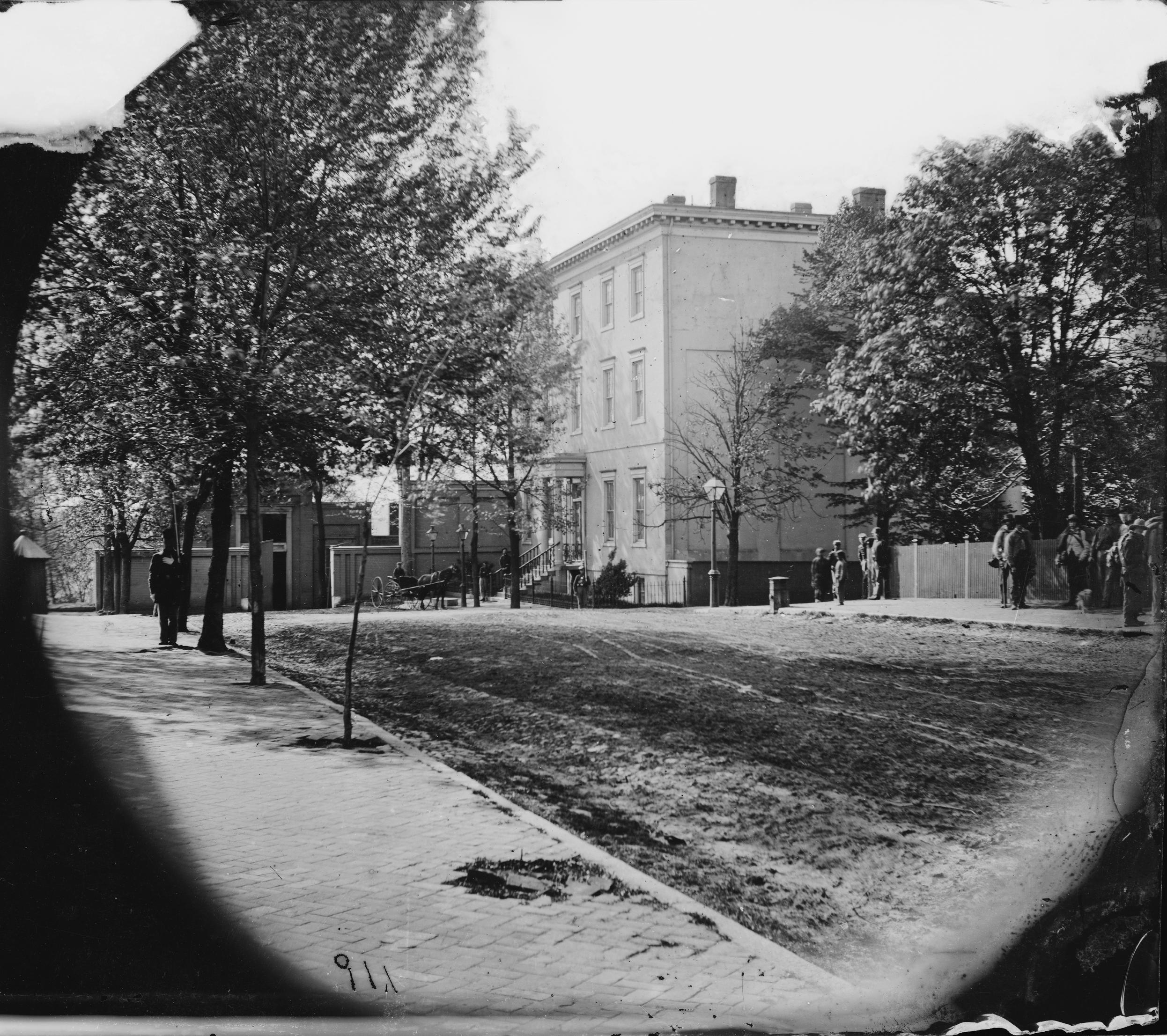
Konföderiertes Weißes Haus, April 1865

Einige Historiker betrachten McNivens Erinnerungen allerdings mit Skepsis, da sie mündlich überliefert und erst 1952 aufgeschrieben wurden. Da nach dem Krieg alles Material des Richmond Underground vernichtet wurde, um die Spione zu schützen, kann nicht mehr mit Bestimmtheit gesagt werden, welche Informationen konkret von Mary Bowser stammen. Dennoch gibt es Hinweise für Aktivitäten, an denen Mary teilnahm. Sie selbst erzählte nach dem Krieg, dass sie dabei geholfen hatte, in Fredericksburg konföderierte Offiziere gefangen zu nehmen und geschmuggelten Tabak zu beschlagnahmen. Ein Artikel der Zeitung Brooklyn Eagle nach dem Krieg beschrieb sie als beteiligt an einem Massenausbruch gefangener Unionssoldaten aus dem konföderierten Gefängnis Libby Prison in Richmond am 9. Februar 1864. Mit anderen Gefangenen tauschte sie Informationen aus. Was sie erfuhr, teilte sie Elizabeth van Lew mit, die über Mary schrieb:

„Wenn ich morgens die Augen öffne, frage ich das Dienstmädchen, ‚Was gibt es Neues, Mary?‘ und meine Informantin versagt niemals! Meistens erhalten wir die verlässlichsten Informationen von den Schwarzen und sie beweisen Weisheit, Diskretion und Besonnenheit, was wunderbar ist.“

Einigen Angaben zufolge floh Mary Bowser im Januar 1865, nachdem sie das konföderierte Weiße Haus in Brand zu stecken versucht hatte. Allerdings gibt es keine historischen Belege dafür und bei Kriegsende wenige Monate später befand sich Mary nachweislich immer noch in Richmond.

### Nach dem Krieg
Im April 1865 endete der Bürgerkrieg und Ende des Monats war Mary bereits Lehrerin für nun freie Sklaven. In dieser Zeit nahm sie wieder den Nachnamen Richards an und nannte sich fortan nie wieder Bowser. Ihr Ehemann Wilson Bowser lebte allerdings nach wie vor in Richmond, was dafür spricht, dass die Ehe möglicherweise geschieden wurde. Im September reiste Mary in den Norden, wo sie Vorträge über ihre Erfahrungen und Erlebnisse vor und während des Krieges hielt. Allerdings verwendete sie Pseudonyme, da sie sich vor Racheakten fürchtete. In einem Vortrag in Manhattan am 11. September nannte sie sich Richmonia Richards, etwa zwei Wochen später in Brooklyn verwendete sie den Namen Richmonia R. St. Pierre. Möglicherweise hielt sie noch mehr Vorträge, allerdings lassen sie sich auf Grund ihrer Pseudonyme nicht eindeutig Mary zuordnen. Eine weitere Schwierigkeit besteht darin, dass Mary je nach Publikum nicht nur ihren Namen, sondern auch ihre Biografie veränderte, um die jeweils größtmögliche Wirkung zu erzielen.
Die New Yorker Zeitung The Anglo African beschrieb Mary als „sehr sarkastisch und recht humorvoll“, aber auch als sehr kritisch dem Norden gegenüber. Mary berichtete in dem Artikel, wie Unionssoldaten nach ihrem Einmarsch in Richmond Schwarze schikanierten und dass die freien Schwarzen im Norden sich mehr für Mode und ihren sozialen Status interessierten als für Bildung und Sozialfürsorge. Sie verglich sie mit den Menschen, die sie in Liberia getroffen hatte, und behauptete: „Die Mandinka trinken, lügen und stehlen niemals“ und seien damit „viel besser als die farbigen Menschen hier sind“. Die Zeitung Brooklyn Eagle berichtete zudem, dass Mary das Wahlrecht für Schwarze sowie ihre völlige Gleichberechtigung sowohl im Norden als auch im Süden forderte. Ihren Worten zufolge verhielt sich selbst das Freedmen’s Bureau, eine Einrichtung der Bundesregierung zur Unterstützung der befreiten Sklaven, diskriminierend gegenüber Schwarzen und in den Folgejahren berichtete sie immer wieder von der kaum verhohlenen Feindseligkeit der Weißen.
Die nächsten Jahre bereiste sie unter dem Namen Mary J. Richards verschiedene Orte in Virginia und Florida, wo sie weiterhin befreite Schwarze unterrichtete. Im Jahr 1867 gründete sie im Auftrag des Freedmen’s Bureau in St. Marys, Georgia, eine Schule, wo sie im März Besuch von Harriet Beecher Stowe und deren Bruder Charles Beecher erhielt, die sich mit ihrem Bekannten Crammond Kennedy auf einer Reise befanden. Beechers Tagebucheintrag über Mary ist die einzige überlieferte, zeitgenössische Beschreibung: „eine Juno, gefertigt aus düsterem Marmor, ihre Züge ebenmäßig und ausdrucksvoll, ihre Augen außergewöhnlich klug und scharf, ihre Gestalt und Bewegungen von perfekter Anmut“. Marys Briefe aus dieser Zeit an Gilbert L. Eberhart, den Bildungsbeauftragten des Freedmen’s Bureau, sind ihre einzigen erhaltenen Korrespondenzen. In ihnen berichtete sie von ihren Schwierigkeiten als einzige Lehrerin von 70 Tages-, 12 erwachsenen Abend- und 100 Sonntagsschülern. „Ich hoffe durchaus, dass ich gewillt bin zu tun, was immer ich kann, doch ich befürchte, dass es am Ende nicht viel sein wird.“ Hinzu kamen die Feindseligkeiten, denen sie und ihre Schüler ausgesetzt waren. In einem ihrer letzten Briefe schrieb sie:

„Ich wünschte, es gäbe ein Gesetz hier oder etwas Schutz. Ich kenne die Südstaatler ziemlich gut, denn da ich so lange als Detektivin gedient habe, beobachte ich sie immer noch sehr genau. Sie haben diesen bösartigen Ausdruck in den Augen und ein stilles, aber bitteres Empfinden, das auf Übel hinweist. Sobald sie etwas Whiskey hatten, werden sie alles wagen. Glauben Sie nicht, dass ich furchtsam bin und lachen Sie nicht über meinen Brief.“

Zu einem unbestimmten Zeitpunkt vor dem 1. Juni 1867 hatte Mary erneut geheiratet und bat Eberhart, sie in Zukunft Mary J. R. Garvin zu nennen. Das Einzige, was zu ihrem zweiten Ehemann überliefert ist, ist Marys Angabe, dass er nach Havanna in Kuba gezogen war und dass Mary am 27. Juni ihr ausstehendes Gehalt einforderte, um ihrem Mann auf die Westindischen Inseln folgen zu können. Ihre Schule wurde zur gleichen Zeit geschlossen. Anschließend verliert sich jede Spur Mary Bowsers, allerdings befindet sich auf dem Friedhof Woodland Cemetery in Richmond ein möglicherweise symbolischer Grabstein für sie.

## Nachwirkungen
Mary Bowser gehört zu den am wenigsten bekannten Spioninnen des Sezessionskrieges, zum einen aufgrund ihrer Pseudonyme, die eine klare Zuordnung schwierig machen, zum anderen, da alle Informationen des Richmond Underground nach dem Krieg vernichtet worden waren. Selbst ihr Name blieb nach dem Krieg der Öffentlichkeit jahrzehntelang unbekannt. Varina Davis stritt ab, dass sich jemals eine gebildete Sklavin in ihrem Haus befunden hätte, was ein Indiz für Marys Anwesenheit gewesen wäre. Erst im Jahr 1900, als über Elizabeth van Lews Leben anlässlich ihres Todes ein Artikel in einer Richmonder Zeitung erschien, wurde erstmals ein namenloses „Dienstmädchen von ungewöhnlich hoher Intelligenz“ erwähnt. Etwa zehn Jahre später identifizierte eine Nichte van Lews, die bei Kriegsende zehn Jahre alt gewesen war, dieses Dienstmädchen als Mary Bowser, und im Juni 1911 veröffentlichte das Harper’s Magazine zum ersten Mal den Namen der Spionin als Mary Elizabeth Bowser, der auch heute noch oft für sie verwendet wird. Die Fotografie einer Frau von 1900, die lange Zeit mit Mary Bowser identifiziert wurde, stellte sich im Juni 2013 als Porträt einer anderen Frau gleichen Namens heraus.
Im Jahr 2002 wurde im National Public Radio die Geschichte gesendet, dass McEva Bowser, deren Mann von Wilson Bowsers Verwandten abstammt, in den 1950er Jahren auf dem Dachboden Mary Bowsers Tagebuch entdeckt und aus Angst vor rassistisch motivierter Gewalt in den Müll geworfen habe. Es ist jedoch unbekannt, ob Mary jemals Tagebuch führte, und es ist zweifelhaft, ob sie es im Haus der Bowsers zurückgelassen hätte, als sie Virginia verließ. Am 15. Mai 2012 erschien der historische Roman The Secrets of Mary Bowser der Historikerin Lois Leveen.
In Anerkennung der Dienste, die Mary Bowser der Union erwiesen hatte, wurde sie am 30. Juni 1995 in die US Army Intelligence Hall of Fame in Fort Huachuca, Arizona, aufgenommen. McEva Bowser wohnte der Zeremonie bei und nahm die Auszeichnung stellvertretend entgegen. Als Begründung für Marys Aufnahme schrieb die Military Intelligence:

„Jefferson Davis wusste, dass die Union irgendwie konföderierte Pläne herausfand, entdeckte aber niemals die undichte Stelle in seinem Haushalt. Es steht fest, dass Mary Bowser in einer hochgradig gefährlichen Mission erfolgreich war, die maßgeblich die Arbeit der Union begünstigte. Sie war einer der höchstpositionierten und produktivsten Agenten des Bürgerkrieges.“